# Parauchenoglanis ngamensis
Parauchenoglanis ngamensis es una especie de pez de la familia Claroteidae en el orden de los Siluriformes.

## Morfología
• Los machos pueden llegar alcanzar los 38 cm de longitud total.

## Alimentación
Come peces e invertebrados (por ejemplo, caracoles,  gambas e insectos).

## Hábitat
Es un pez de agua dulce y de clima tropical (22 °C-26 °C ).

## Distribución geográfica
Se encuentran en África:  cuencas de los ríos  Kasai y  Zambeze - Okavango.